# 管华诗
管华诗（1939年8月—），男，汉族，山东夏津人，中国海洋药物专家，中国工程院院士，中国海洋大学前任校长、顾问。现任中国海洋大学教授、博导，国家海洋药物工程技术研究中心主任，兼任国家重点基础研究发展规划专家顾问组成员、国务院学位委员会学科评议组成员。

## 生平
1964年毕业于山东海洋学院（现中国海洋大学）。2001年6月，中国科学技术协会第六次全国代表大会召开，并选举其出任第六届全国委员会常务委员。